# Occupazione spagnola della Repubblica Dominicana
L'occupazione spagnola della Repubblica Dominicana fu l'occupazione della parte orientale dell'isola di Hispaniola da parte delle truppe spagnole che per secoli avevano posseduto l'intera isola. La caduta della Prima Repubblica Dominicana a soli 17 anni dalla sua indipendenza aveva portato l'ultimo presidente a richiedere l'intervento dell'ex madrepatria che vide così l'opportunità di poter ristabilire una propria colonia nell'area. L'occupazione fu costellata da un continuo stato di guerriglia e sfociò infine nella proclamazione della seconda Repubblica Dominicana e la Spagna abbandonò il suo progetto di occupazione dell'ex colonia.

## Antefatto
Nel 1861, il generale dominicano Pedro Santana aveva suggerito alla regina Isabella II di Spagna di riprendere il controllo del territorio della Repubblica Dominicana dopo 17 anni dalla sua indipendenza. Lo stato infatti si stava ancora riprendendo dalla Guerra d'indipendenza dominicana (1844–1856) recentemente conclusasi. La Corona spagnola e le autorità di governo, che già avevano rifiutato seccamente il trattato con cui cinquant'anni prima erano state privati delle loro colonie nelle Indie occidentali spagnole, accolsero positivamente la proposta di riappropriarsi di una colonia.

## La resistenza

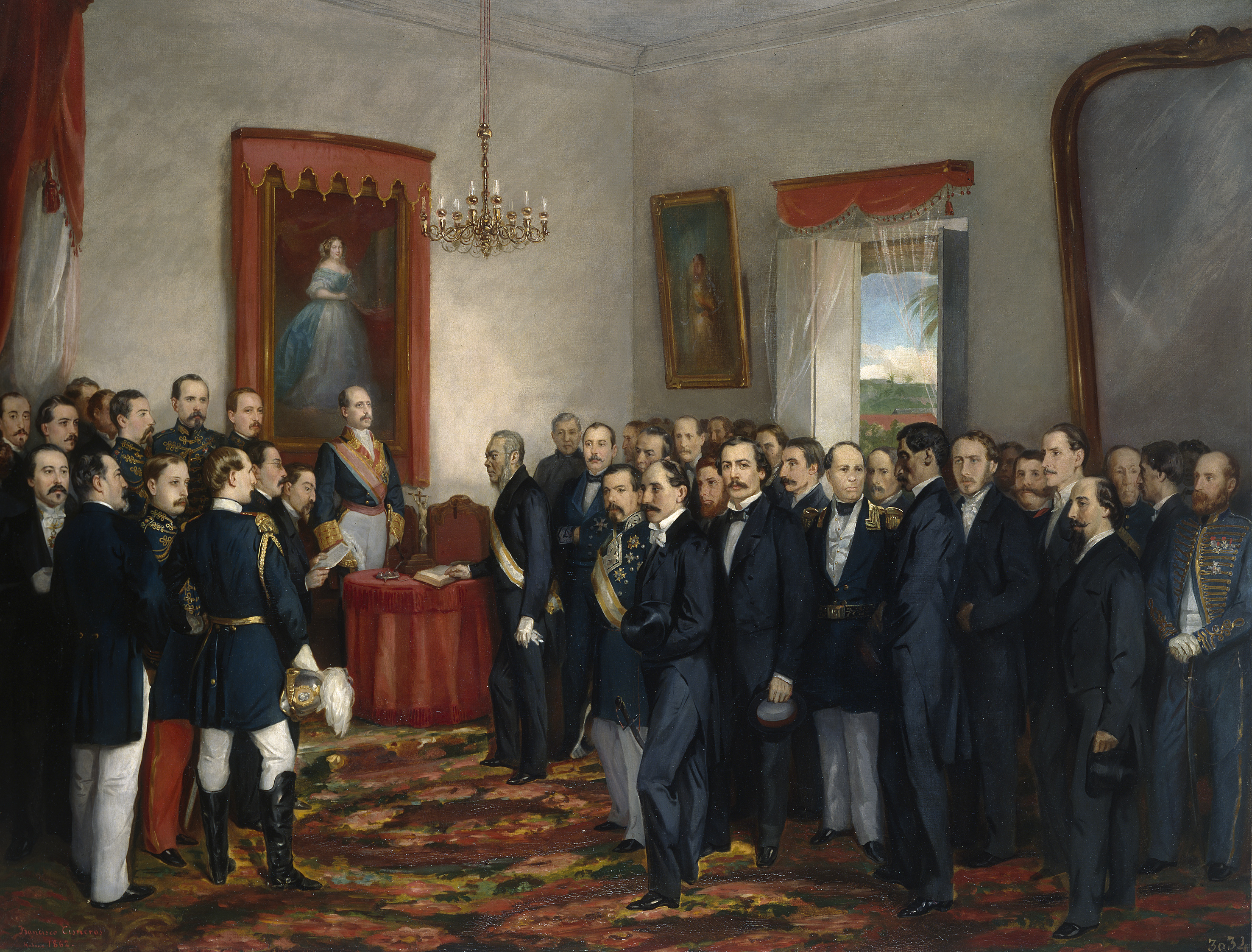
Santana diviene governatore generale

Il 4 luglio 1861, l'ex presidente Francisco del Rosario Sánchez venne catturato e giustiziato dopo aver cercato di guidare una fallita invasione di Santo Domingo da Haiti. Il 16 agosto 1863, 14 anti-annessionisti guidati da Santiago Rodriguez Masago tentarono un raid presso Capotillo, dove innalzarono la bandiera dominicana. Ad eccezione di Santo Domingo e di poche città vicine, l'intero paese si sollevò in armi e diverse città della regione di Cibao contribuirono fortemente alla ribellione. Ben presto 6000 insorgenti domenicani vinsero l'esercito di Gaspar Polanco, assediando Fort San Luis e catturando gli 800 in esso presenti il 13 settembre. Una fregata a vapore si portò in supporto delle truppe spagnole presso il forte di Puerto Plata e disperse i ribelli con colpi di mitraglia. L'autoproclamato presidente Jose Antonio Salcedo non riuscì a convincere gli Stati Uniti ad entrare in guerra (essi erano impegnati nella loro guerra civile), ma la guerriglia uccise in tutto 1000 spagnoli a partire dal marzo del 1864 e altri 9000 morirono di febbre gialla. La guarnigione spagnola sull'isola, composta da 21 000 uomini, venne rinforzata con altri 6000 e Jose de la Gandara y Navarro venne nominato nuovo comandante in capo delle truppe spagnole.
La Gandara tentò un cessate il fuoco coi ribelli, ma Gaspar Polanco detronizzò ed assassinò Salcedo, il quale aveva compiuto diversi errori militari ed era intenzionato a richiamare l'ex presidente Buenaventura Báez. Dopo un fallito attentato spagnolo a Monte Cristi, Polanco venne detronizzato da suo fratello Juan Antonio Polanco, da Pedro Antonio Pimentel e da Benito Moncion, che nominarono Benigno Filomeno de Rojas quale nuovo presidente della repubblica nel gennaio del 1865. La fine della guerra civile americana nel 1865 e l'emersione della dottrina Monroe, portarono all'evacuazione delle truppe spagnole dall'isola verso Cuba in quello stesso anno, temendo che appunto gli Stati Uniti volessero unirsi in guerra ai ribelli dominicani.